# Stefan Henze
Stefan Henze, född 3 maj 1981 i Halle an der Saale i Sachsen-Anhalt (i dåvarande Östtyskland), död 15 augusti 2016 i Rio de Janeiro i Brasilien, var en tysk kanotist.
Han tog OS-silver i C-2 i slalom i samband med de olympiska kanottävlingarna 2004 i Aten.